# Vlag van Västmanland

Vlag van Västmanlands län

De vlag van Västmanland is de vlag van Västmanlands län, een provincie in Zweden. Het is tevens de vlag van het landschap Västmanland. De vlag bestaat uit een wit veld met een blauwe berg met drie rode vlammen. Het is een vierkante banier van het wapen van deze Zweedse provincie. De vlag en het wapen werd op 30 juni 1943 officieel aangenomen.
Västmanland werd in de processie bij de begrafenis van Gustaaf Wasa in 1560 gesymboliseerd door een brandende berg, die verwees naar de Sala-zilvermijn. Al snel werd het wapen echter veranderd in drie brandende bergtoppen, die op verschillende manieren werden geïnterpreteerd, onder andere als de drie mijnen Sala, Norberg en Skinnskatteberg. In 1943 werd het wapen in zijn huidige vorm aangenomen. De vlag is ook opgenomen op de vlag van Örebro län, samen met de vlaggen van Närke en Värmland.